# 세사르 비라타

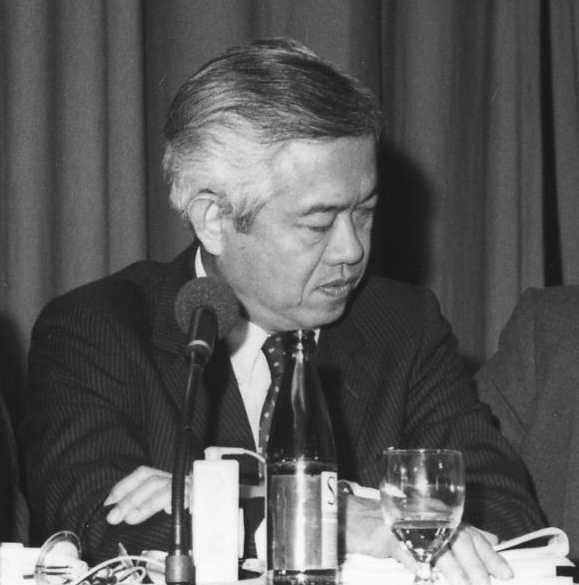
세사르 비라타(1983년)

세사르 비라타(타갈로그어: Cesar Enrique Aguinaldo Virata, 1930년 12월 12일~ )는 필리핀의 정치인이다. 그는 페르디난트 마르코스 정권에서 필리핀의 총리를 2번 지냈고, 필리핀 국가경제개발위원회 사무총장과 재무상 등을 지냈다.

## 같이 보기
- 필리핀의 총리
- 페르디난드 마르코스
- 후안 폰세 엔릴레
- 이멜다 마르코스